# Jerzy Szymański
Jerzy Szymański (* 9. März 1927 in Toruń, damals Woiwodschaft Pommerellen (Województwo pomorskie); † 4. Juli 2015 in Danzig) war ein polnischer Opernsänger (Bass).

## Leben
Jerzy Szymański wurde in eine musikalische Familie hineingeboren. Er erhielt bereits als Kind Klavierunterricht, musste jedoch wegen des Zweiten Weltkrieges das Klavierstudium unterbrechen. Aufgrund der schwierigen wirtschaftlichen Umstände in der Nachkriegszeit konnte er sein Klavierstudium jedoch nicht wiederaufnehmen. Er trat in den Kirchenchor seiner Heimatstadt Toruń ein. Ab 1946 lernte er Gesang bei Konstancja Święcicka an der Staatlichen Musikschule in Toruń (Zespół Szkół Muzycznych im. Karola Szymanowskiego w Toruniu). Mit dem Gesangsquartett „Kwartet Zenona Jarugi“ sang er in dieser Zeit beim Pommerschen-Polnischen Rundfunk in Toruń (Pomorska Rozgłośnia Polskiego Radia w Toruniu).
Er war zunächst als Konzertsänger tätig, erhielt dann jedoch von Zygmunt Latoszewski, einem der Gründer des Opernstudios an der Baltischen Oper Danzig (Opera Bałtycka) und späteren Dirigenten der Baltischen Nationalphilharmonie und der Baltischen Oper, die Einladung, dort Operngesang zu studieren. Ab 1949 studierte er Gesang bei Kazimierz Czekotowski an der Staatlichen Hochschule für Musik (Średnia Szkoła Muzyczna), wo er 1953 sein Studium abschloss. Er gewann Auszeichnungen und Preise bei verschiedenen Gesangswettbewerben, u. a. beim Internationalen Gesangswettbewerb in Genf, beim Moskauer Gesangswettbewerb „Schöne Stimmen“ und beim Internationalen Gesangswettbewerb von ’s-Hertogenbosch.
Im Oktober 1949 wurde er festes Mitglied der Baltischen Oper Danzig (Opera Bałtycka). Er war bis 1977 fast dreißig Jahre festes Ensemblemitglied der Baltischen Oper Danzig. Er sang auch regelmäßig bei der Baltischen Philharmonie (Danzig). Ab 1953 sang er auch regelmäßig beim Polnischen Rundfunk in Danzig. Sein Repertoire umfasste mehr als 45 große Opernrollen. Zu seinen wichtigen Bühnenrollen gehörten: Zbigniew in Das Gespensterschloss, Stolnik in Halka, Don Basilio in Der Barbier von Sevilla, Falstaff in Die lustigen Weiber von Windsor, Mephisto in Margarethe, König Philipp in Don Carlos, Fürst Gremin in Eugen Onegin und die Titelrolle in Boris Godunow.
Szymański war mehr als 20 Jahre als Professor für Gesang tätig. Er unterrichtete zunächst an der Musikakademie Danzig (Akademia Muzyczna im. Stanisława Moniuszki w Gdańsku), später dann an der Musikakademie Bromberg (Akademia Muzyczna im. Feliksa Nowowiejskiego w Bydgoszczy). Er bildete viele bekannte polnische Sänger aus, u. a. Józef Figas, Wojciech Lewandowski, Andrzej Kosecki, Jerzy Mechliński, Piotr Kusiewicz und Piotr Kubowicz.   
Für seine künstlerische und pädagogische Tätigkeit erhielt Szymański zahlreiche Auszeichnungen, u. a. das Verdienstkreuz der Republik Polen (Złoty Krzyż Zasługi), den Orden Polonia Restituta (Krzyż Kawalerski Orderu Odrodzenia Polski), den Musikpreis der Stadt Danzig (Nagrodę Muzyczną Miasta Gdańsk), den Preis des Staatlichen Ministeriums für Kunst und Kultur (Nagroda Ministra Kultury i Sztuki) und den Rektoratspreis der Musikakademien in Danzig und Bromberg.
Szymański starb im Alter von 88 Jahren in Danzig. Die Trauerfeier fand am 17. Juli 2015 im Dom zu Oliva (Bazylika Katedralna w Gdańsku-Oliwie) in Danzig statt. Anschließend wurde Szymański auf dem Danziger Oliva-Friedhof (Cmentarz Oliwski) im Stadtteil Oliwa beigesetzt.